# Blackburn Turcock
Blackburn Turcock là một loại máy bay tiêm kích hai tầng cánh của Anh, chế tạo vào năm 1927.

## Tính năng kỹ chiến thuật (Jaguar VI)
Dữ liệu lấy từ Jackson 1968, tr. 239
Đặc điểm tổng quát
- Kíp lái: 1
- Chiều dài: 24 ft 4 in (7.42 m)
- Sải cánh: 31 ft 0 in (9.49 m)
- Chiều cao: 8 ft 11 in (2.72 m)
- Trọng lượng rỗng: 2.282 lb (1.035 kg)
- Trọng lượng có tải: 2.726 lb (1.237 kg)
- Động cơ: 1 × Armstrong Siddely Jaguar VI, 446 hp (332 kW)

Hiệu suất bay
- Vận tốc cực đại: (trên độ cao 15.000 ft (4.570 m)) 176 mph (283 km/h)
- Thời gian bay: 1,75 giờ
- Trần bay: 27.500 ft (8.380 m)
- Vận tốc lên cao: 1.300 ft/min (6,60 m/s)